# Dinastia marwànida (Diyarbakir)
La dinastia marwànida o dels marwànides foren una dinastia d'origen kurd que governà la regió de Diyarbakir (Mesopotàmia) entre 983 i 1085.
El buwàyhida Àdud-ad-Dawla, amir-al-umarà dels califes de Bagdad, derrocà a l'emir hamdànida de Mossul el 978 i va governar el Diyarbakir a través de governadors fins a la seva mort el 983. Només morir el cap kurd Badh es va apoderar de Mayyafarikin, la segona capital dels hamdànides de Mossul i en els mesos següents també va ocupar Amida, Nisibin i Akhlat (a Armènia) entre d'altres. Els buwàyhides van enviar un exèrcit que fou rebutjat per Badh, que va ocupar la regió de Mossul. L'emir buwàyhida Samsam-ad-Dawla, per evitar que estengués el seu poder a la resta de la Jazira, va donar el Diyar Mudar i el Diyar Rabia als hamdànides Abu-Abd-Al·lah Hussayn ibn Hassan i Abu-Tàhir Ibrahim ibn Hassan (989), germans de Fadl-Al·lah Abu-Taghlib ibn Hassan. Amb l'ajut dels Banu Uqayl, aliats de son germà, van intentar ocupar Mossul, i Badh va morir en un combat a la regió de Balad (990), però el seu nebot, Abu-Alí al-Hàssan, fill de Marwan (un moliner que s'havia casat amb la germana de Badh), es va retirar a Hisn Kayfa a la mort del seu oncle, es va casar amb la vídua de l'emir mort i es va proclamar emir; va derrotar els dos germans i va fer presoner a Hussayn (si bé el va alliberar per la intervenció del califa fatimita, que després el va acollir als seus dominis i li va donar el govern de Tir el 997). Abu-Tàhir Ibrahim es va barallar amb l'emir dels Banu Uqayl, Muhàmmad, que el va detenir i el va fer matar (992). Els Banu Uqayl van ocupar Mossul vers 993 i van establir la dinastia uqàylida, mentre Abu-Alí ibn Marwan dominava Mayyafarikin i Amida. El 997 fou assassinat a Amida i el va succeir el seu germà Mumàhhid-ad-Dawla Saïd que va governar fins al 1011, quan va morir i la successió va recaure en un tercer germà, encara jove, de nom Àhmad, que va prendre el sobrenom de Nasr-ad-Dawla.
Nasr-ad-Dawla va tenir l'habilitat de jugar amb les rivalitats dels grans poders de la zona: fou reconegut com a emir del Diyarbakir pel buwàyhida Sultan-ad-Dawla, pel califa fatimita al-Hàkim, i per l'emperador romà d'Orient, i també va transigir amb els uqàylides de Mossul (als quals va cedir Nisibin) i amb els mirdàsides de la Síria del nord, als que va cedir Al-Ruha. Des del 1038 va pronunciar la khutba en nom del califa fatimita al-Mustànsir, però no fou per molt de temps. El 1057 va reconèixer la sobirania del seljúcida Toghril Beg I i aquest el va confirmar com emir de les marques de combat contra els infidels. El seu visir fou Abu-l-Qàssim al-Hussayn ibn Alí al-Maghribi (que ho havia estat abans dels uqàylides) fins a la seva mort el 428 de l'hègira (1037), i després d'un temps, fou nomenat Fakhr-ad-Dawla Abu-Nasr ibn Muhàmmad ibn Jahir, també antic servidor dels uqàylides i mirdàsides, que va assolir les funcions vers el 1054 o 1055, fins a la mort de l'emir (1061) i després (el 1062) va esdevenir visir a Bagdad. Nasr-ad-Dawla va tenir unes cinc-centes esposes, però tot i així cada dia feia l'oració matinal. Una altra característica fou el seu interès en la cuina, i fins i tot va enviar cuiners a Egipte a aprendre receptes noves. Va acumular riqueses i va fer moltes construccions.
A la seva mort el 1061 el va succeir el seu fill Nidham-ad-Din Nasr a Mayyafarikin; a Amida es va proclamar el seu germà Saïd que fou derrotat el 1063 i així Nidham-ad-Din va reunir altre cop tot el domini.
Nidham-ad-Din va morir el 1079 i el va succeir el seu fill Nàssir-ad-Dawla Mansur. L'antic visir del seu avi, Fakhr-ad-Dawla ibn Jahir, llavors molt poderós a Bagdad, va utilitzar la seva influència per convèncer el sultà seljúcida de liquidar la dinastia marwànida. Ell mateix, amb l'ajut del seu clan i de soldats seljúcides, va ocupar Mayyafarikin i tot el Diyarbakir el 1085. El tresor dels marwànides fou usurpat pel mateix Fakhr-ad-Dawla. Nàssir-ad-Dawla Mansur va rebre el feu de Jazírat Ibn Úmar on va residir fins a la seva mort el 1096.

## Llista d'emirs
- Badh 983-990
- Abu-Alí al-Hàssan ibn Marwan 990-997
- Mumàhhid-ad-Dawla Saïd 997-1011
- Nasr-ad-Dawla Àhmad 1011-1061
- Nidham-ad-Din Nasr 1061-1079 (1061-1063 a Mayyafarikin)
- Saïd 1061-1063 (a Amida)
- Nàssir-ad-Dawla Mansur 1063-1085 (1085-1096 a Jazírat Ibn Úmar)